# Polyrhaphis papulosa
Polyrhaphis papulosa är en skalbaggsart som först beskrevs av Olivier 1795.  Polyrhaphis papulosa ingår i släktet Polyrhaphis och familjen långhorningar. Inga underarter finns listade i Catalogue of Life.